# 조영지
조영지는 대한민국의 배우이다.

## 출연 작품

### 영화
- 《특수요원》 (2020년) - 박원철 부인 (사진) 역
- 《테우리》 (2020년) - 어린 옥희 역
- 《밤의 문이 열린다》 (2019년) - 공장동료 성주 역
- 《기방도령》 (2019년) - 조씨 부인 역
- 《내안의 그놈》 (2019년) - 기자 역
- 《더 펜션》 (2018년) - 재덕 전 아내 역
- 《로마의 휴일》 (2017년) - 인질 3 역
- 《불한당: 나쁜 놈들의 세상》 (2017년) - 응급실 간호사 역
- 《사내본색》 (2016년) - 보경 역
- 《어떤살인》 (2015년) - 병원간호사 1 역